# Émile Bise
Émile Bise, né le 22 octobre 1859 à Fribourg et mort dans la même ville le 4 mars 1931, est une personnalité politique suisse, membre du Parti conservateur.